# Abdul Hakkul Mubin
Abdul Hakkul Mubin est le quatorzième sultan de Brunei. Il prend le pouvoir en 1660 après avoir tué Muhammad Ali et déclenché la guerre civile brunéienne. Il reste au pouvoir jusqu'à son assassinat par Muhyiddin en 1673.